# Calliscelio caudatus
Calliscelio caudatus är en stekelart som först beskrevs av Charles Thomas Brues 1940.  Calliscelio caudatus ingår i släktet Calliscelio och familjen Scelionidae. Inga underarter finns listade.